# 몰다비아

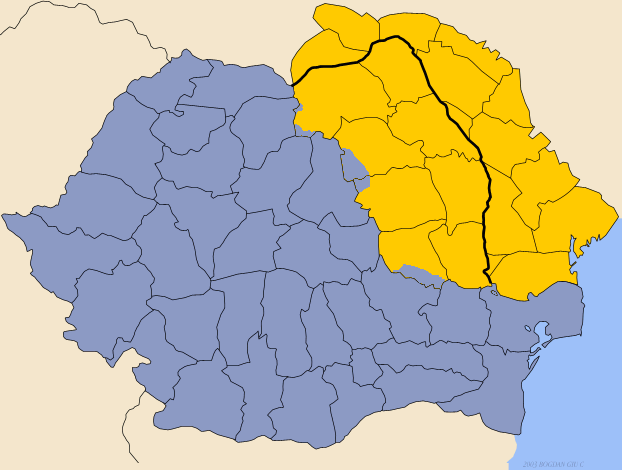
파란색은 몰다비아를 제외한 루마니아의 지역, 노란색은 루마니아 안팎에 걸친 몰다비아

몰다비아(라틴어: Moldavia, 루마니아어: Moldova 몰도바[*], 러시아어: Молдова 몰도바[*])는 루마니아와 몰도바, 우크라이나 사이에 걸쳐 있는 역사적 지역을 말한다. 14세기에 들어선 몰다비아 공국이 1859년에 왈라키아 공국과의 연합을 구성함으로써 루마니아를 이루게 되었다.
카르파티아산맥과 드니스테르강 사이에 위치하며 프루트강은 몰다비아를 가로질러 흐른다.

## 같이 보기
- 몰도바 소비에트 사회주의 공화국